# Italochrysa lefroyi
Italochrysa lefroyi är en insektsart som först beskrevs av James George Needham 1909.  Italochrysa lefroyi ingår i släktet Italochrysa och familjen guldögonsländor. Inga underarter finns listade i Catalogue of Life.